# Pueblo Español de Barcelona
El Pueblo Español (en catalán, Poble Espanyol) es un museo arquitectónico al aire libre ubicado en la montaña de Montjuic en la ciudad de Barcelona (Cataluña, España), a pocos metros de las Fuentes Mágicas de Montjuic. Es un museo que ofrece arte contemporáneo, arquitectura, artesanía y gastronomía. 
El recinto está integrado por 117 edificios a escala real, que componen un pueblo típicamente español con sus calles, casas, plazas, teatro, escuela, iglesia, restaurantes y talleres artesanos.

## Historia
Fue construido en el año 1929 con motivo de la Exposición Internacional que se celebró ese año en la ciudad. La idea fue impulsada por el arquitecto catalán Josep Puig i Cadafalch y se concibió como un pueblo en el que se pretendían reunir las principales características de los pueblos de España. El proyecto fue realizado por los arquitectos Francesc Folguera y Ramon Reventós, y los artistas Xavier Nogués y Miquel Utrillo.
Realizaron diversos viajes por el país y recogieron el material que necesitaban -fotografías, anotaciones y dibujos- y así los cuatro profesionales pudieron realizar su proyecto. 
Aunque en un principio el recinto tenía una vida programada de seis meses (los mismos que duraba la exposición), el éxito de público permitió que se conservara y que llegara hasta nuestros días. El nombre asignado en un principio era el de Iberona pero la dictadura de Primo de Rivera lo rebautizó como Pueblo español.

## Descripción

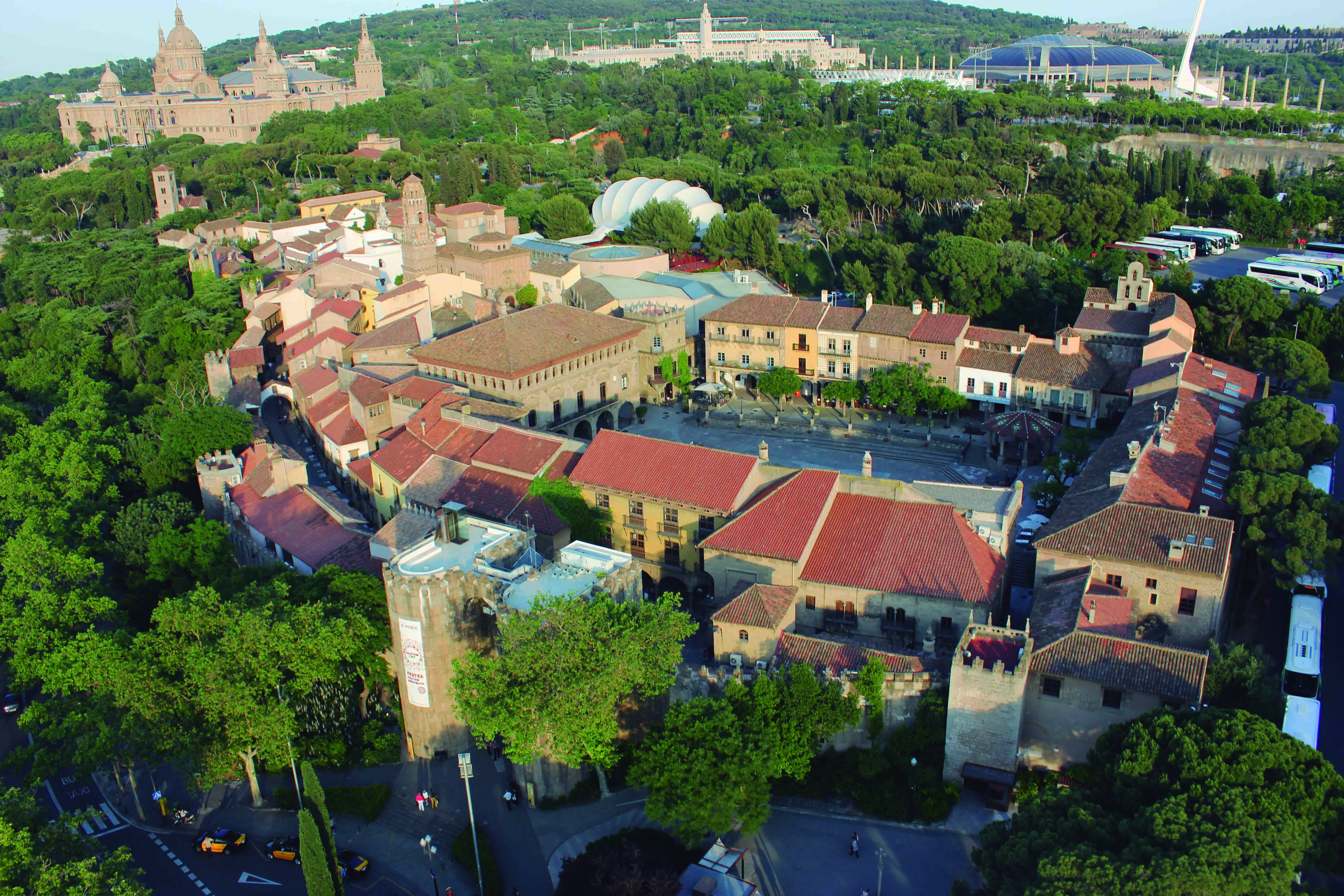
Vista aérea del recinto

El museo ocupa un área total de 49 000 m² y en él se reproducen a escala diversas edificaciones, plazas y calles representativas de diversas ciudades españolas.
En la actualidad el Pueblo Español, que tiene edificios representativos de quince de las comunidades autónomas españolas - Andalucía, Aragón, Asturias, Cantabria, Castilla-La Mancha, Castilla y León, Cataluña, Comunidad Valenciana, Extremadura, Galicia, Islas Baleares, Madrid, Murcia, Navarra y País Vasco-, 
tiene la función de museo arquitectónico al aire libre así como de muestra de artesanía popular. Destaca también una de las colecciones privadas de arte contemporáneo de Barcelona, con cuadros de Miró, Dalí, y una interesante colección de Picasso (museo Fran Daurel), además de contar con locales de ocio tales como discotecas, teatro, o uno de los tablaos flamencos más famosos de Barcelona. Hay una réplica en Palma de Mallorca.

## Museo Fran Daurel
El museo Fran Daurel está situado dentro del Pueblo Español. Es una colección privada abierta al público presentando más de 295 obras de artistas españoles contemporáneos, incluidos Pablo Picasso, Salvador Dalí, Joan Miró, Antoni Tàpies, Barceló, Josep Guinovart. El museo alberga pinturas, esculturas, tapices, dibujos y cerámicas, y un jardín de esculturas, con 41 esculturas grandes. Las obras de Picasso incluyen cerámicas de las décadas de 1950 y 1960, donde ha utilizado tanto técnicas tradicionales como sus propios métodos.

## Teatro
Dentro del Pueblo Español, existe un teatro que organiza regularmente actividades para niños: teatro, danza, música, payasos o títeres. La Escuela de Teatro de Barcelona también actúa en este teatro.

## Tablao de Carmen
El Tablao de Carmen se inauguró en 1988 como homenaje a la gran bailaora Carmen Amaya. El lugar está ubicado en el corazón del Pueblo Español, en el mismo lugar, donde ella bailó para el Rey de España, Alfonso XIII, durante la inauguración de la Exposición Internacional de Barcelona de 1929. Hoy en día, el Tablao de Carmen es un teatro-restaurante reconocido de flamenco, que ofrece a sus visitantes uno de los mejores espectáculos de flamenco de Barcelona, acompañado de un delicioso menú de tapas. El Tablao de Carmen muestra una parte del legado fotográfico de Carmen Amaya. En ocasiones especiales, los visitantes pueden escuchar la guitarra de su esposo Juan Antonio Agüero (de Santos Hernández 1930), que forma parte del patrimonio de la familia fundadora de Tablao de Carmen.

## Actividades para niños
Además de los espectáculos que hay todas las semanas en el teatro, el Pueblo Español ofrece otras actividades para niños: talleres (todos los domingos por la mañana), TOT Festival de Títeres (marzo), belenes vivos durante Navidad y espectáculos familiares durante todo el año (como Carnavales, Santa Eulalia y Festival la Merced).

## Galería de imágenes

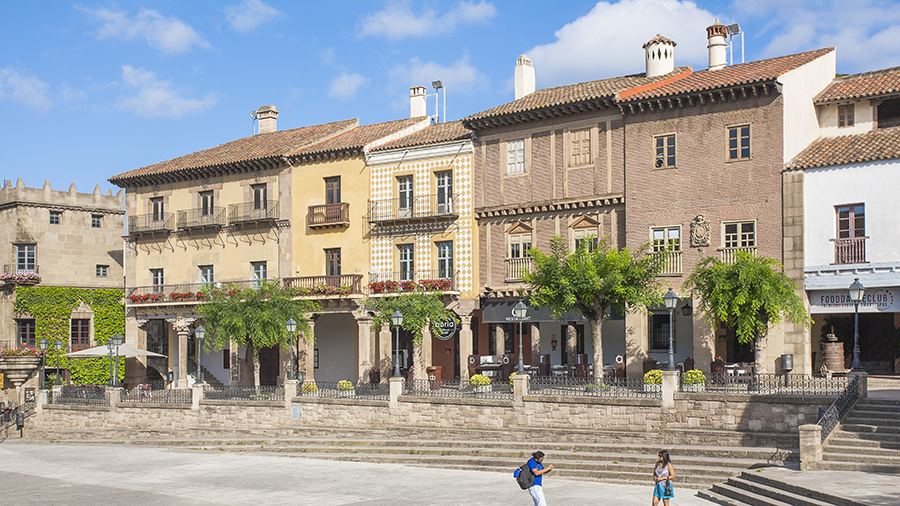
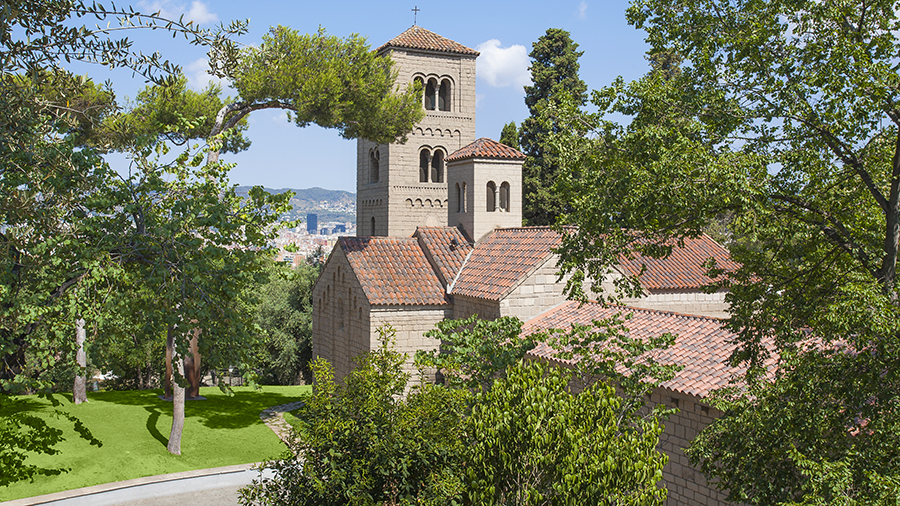
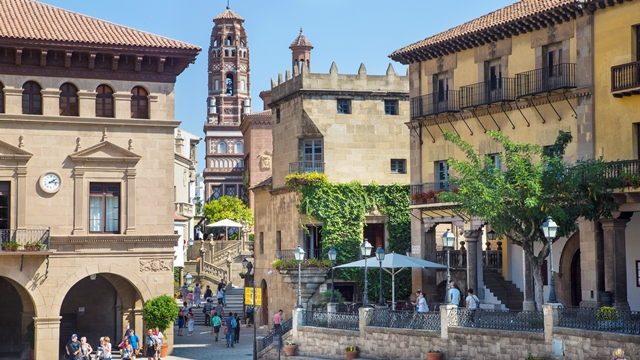
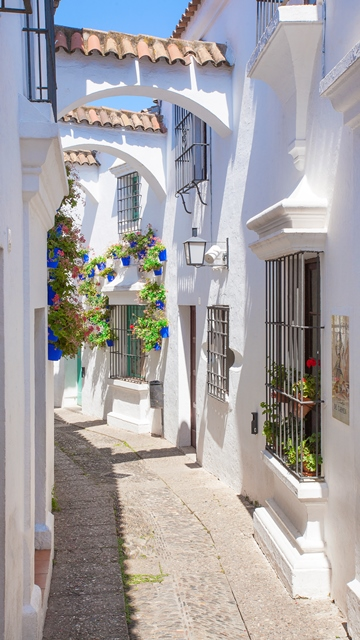
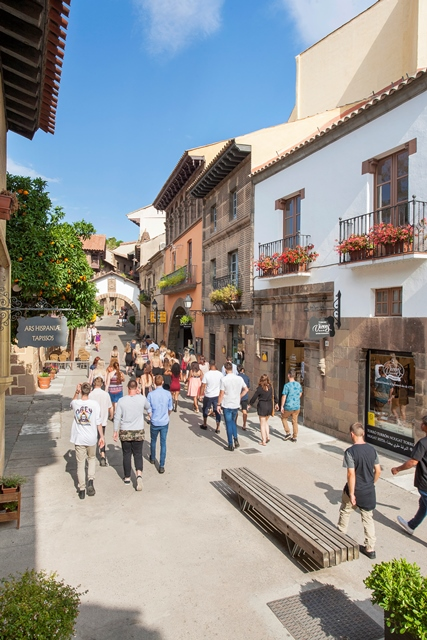
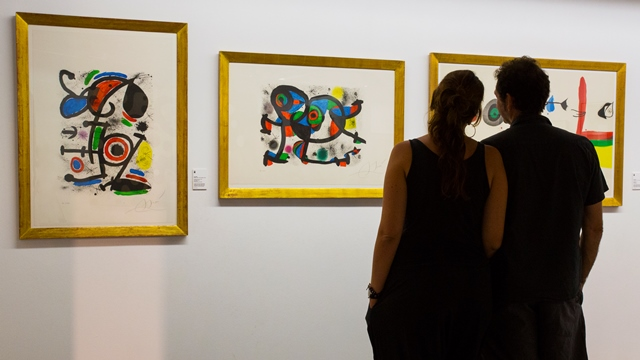
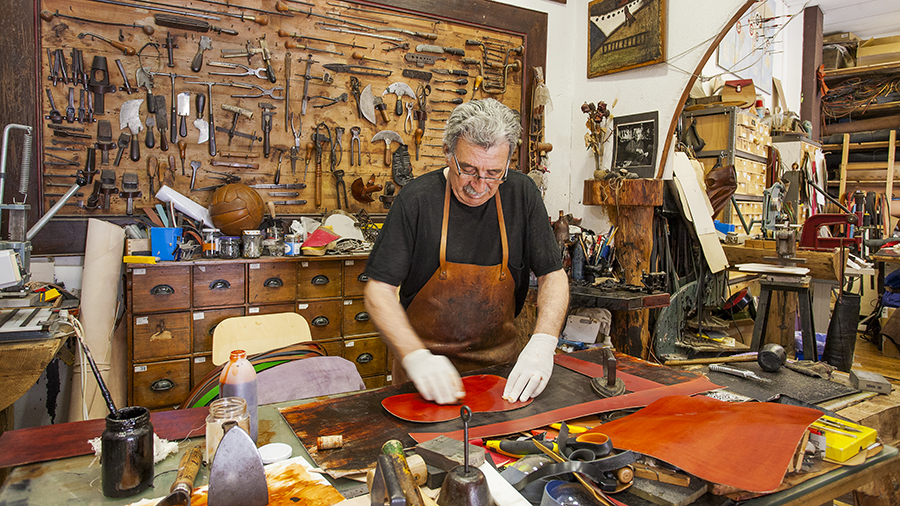
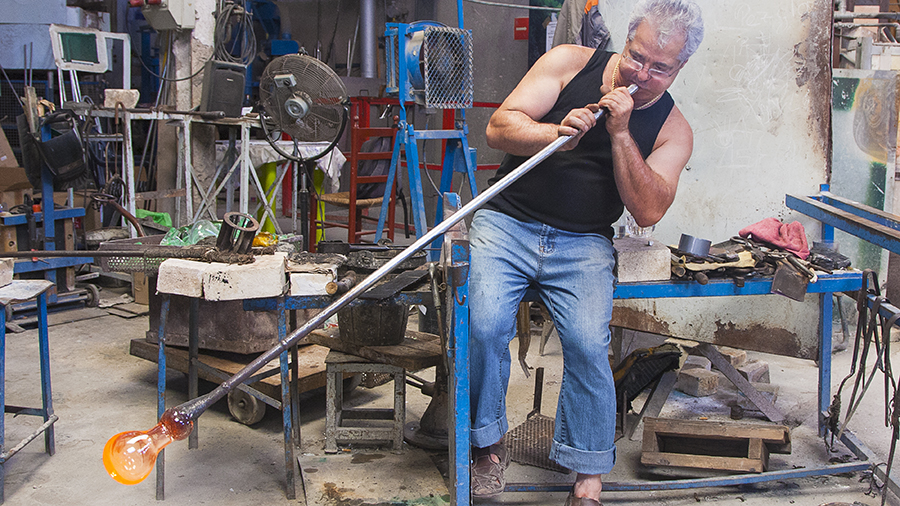
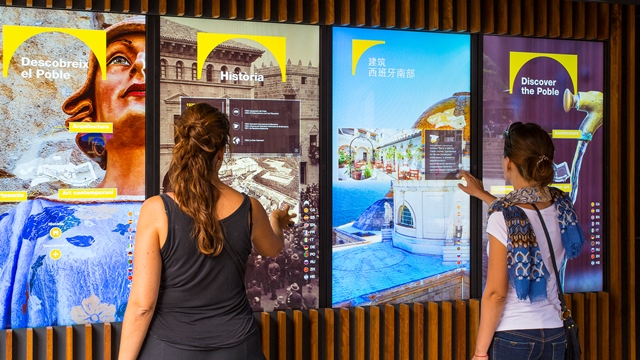
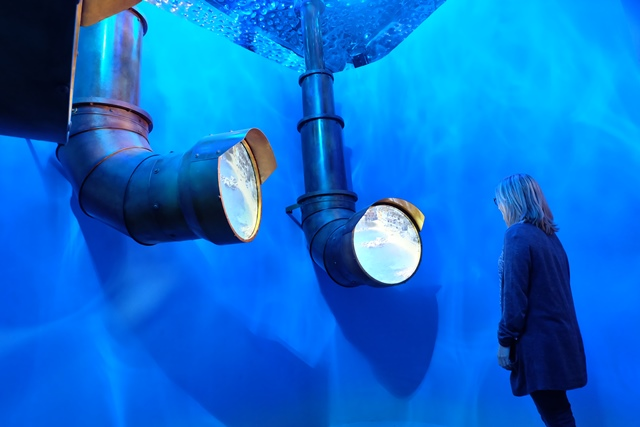
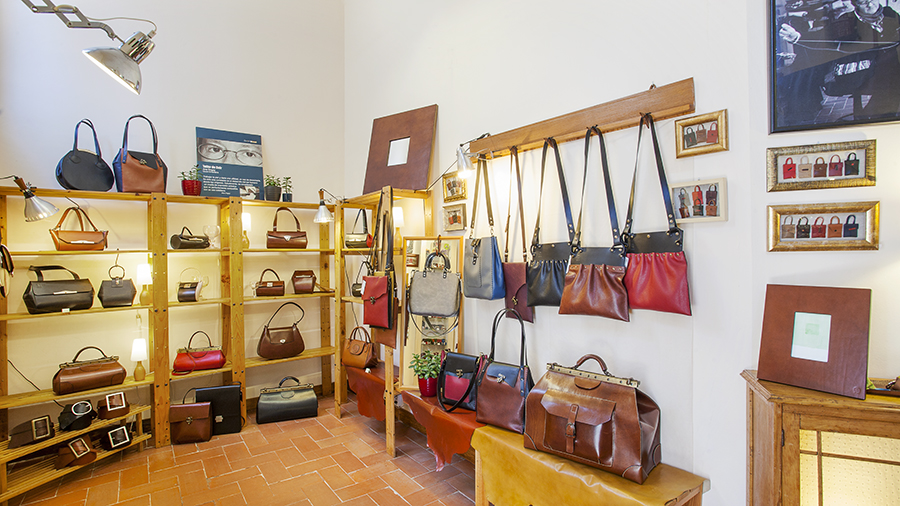
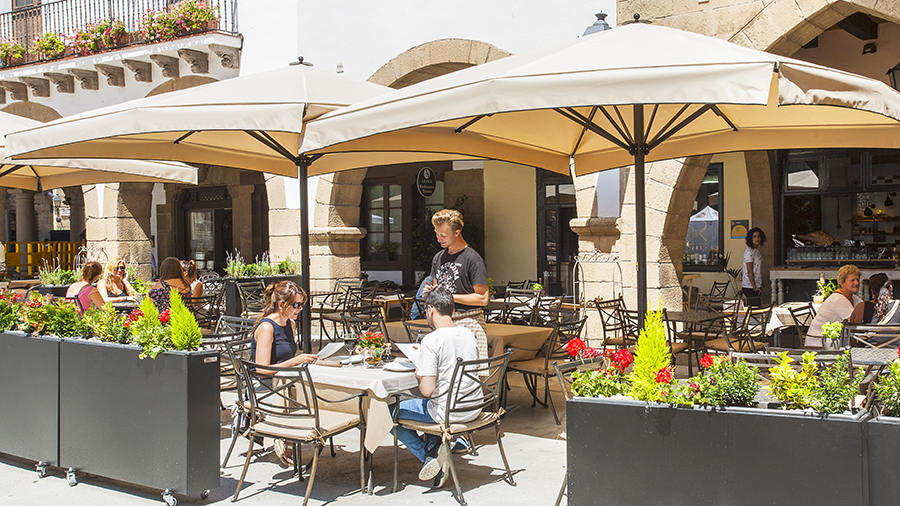
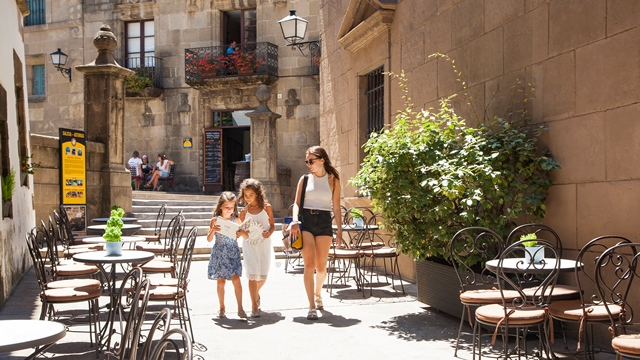
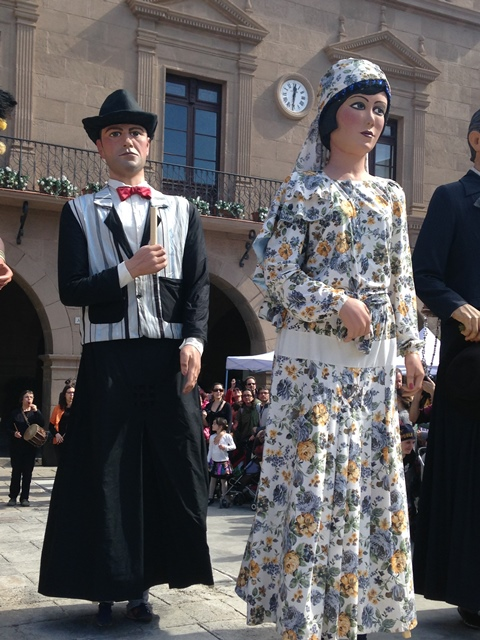